# Phase de la Lune
Pour les articles homonymes, voir Phase, Croissant et Quartier.

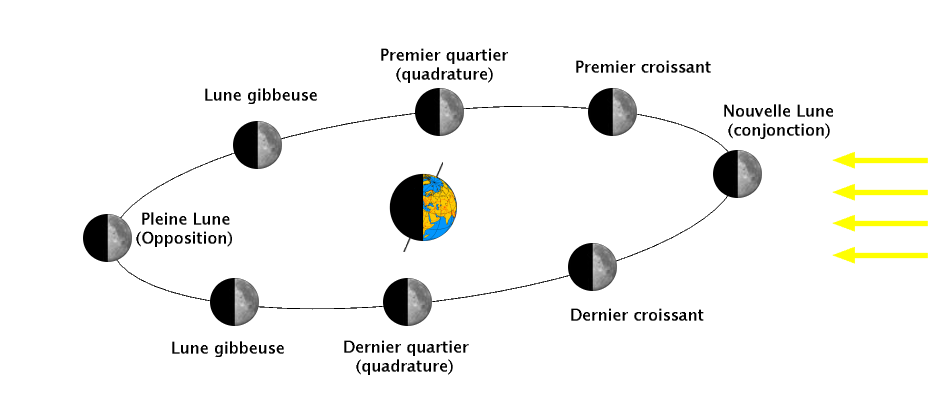
Orbite de la Lune autour de la Terre et position des phases lunaires. Le Soleil est situé à droite.

Cette animation montre un ensemble de vues simulées de la Lune, à partir de l'hémisphère nord, sur une période d'un mois, comme si une photographie avait été prise chaque jour. Elle permet de mettre en évidence les phases et le cycle lunaires.
Le mouvement haut/bas de l'animation met en évidence le phénomène de libration lunaire.

En astronomie, la phase de la Lune ou, moins communément, phase lunaire désigne une portion de Lune illuminée par le Soleil et vue depuis la Terre. Cette dernière correspond à la partie de la Lune orientée à la fois vers la Terre et vers le Soleil. Puisque la Lune se déplace en orbite autour de la Terre, les phases lunaires changent d'une journée à l'autre, complétant un cycle au bout d'une lunaison, d'une durée d'environ 29,5 jours. La Lune présentant toujours la même face envers la Terre et son orbite étant peu inclinée, les phases lunaires présentent à peu près toujours les mêmes parties de la Lune d'un cycle à l'autre.
Il existe quatre phases lunaires principales :
- la nouvelle lune ou lune nouvelle[1] : la Lune et le Soleil sont en conjonction par rapport à la Terre[2],[3],[4] ; la Lune se trouve exactement entre le Soleil et la Terre ; elle n'apparaît donc pas dans le ciel de nuit, mais en journée et seule sa face cachée est illuminée ;
  - le premier croissant, où la surface éclairée augmente chaque jour jusqu'au premier quartier ; elle prend dans l'hémisphère sud la forme d'un "(" évoquant le c de croissante. Dans l'hémisphère nord elle prend la forme d'une parenthèse fermante, ")" ;
- le premier quartier[5],[6] : la Lune est en quadrature[4] Est[2] ; il s'agit d'une demi-Lune ; elle est visible dans l'hémisphère sud comme un C (croissante) et dans l'hémisphère nord comme la panse d'un "p" (premier) ;
  - la lune gibbeuse croissante ;
- la pleine lune ou lune pleine[7] : la Lune et le Soleil sont en opposition par rapport à la Terre[2],[8],[4] ; la face visible est alors entièrement éclairée ;
  - la lune gibbeuse décroissante ;
- le dernier quartier[5],[6] : la Lune est en quadrature[4] ouest[2] ; il s'agit également d'une demi-lune ; on la voit dans l'hémisphère sud comme la panse d'un P évoquant la parenthèse fermante du cycle lunaire ")" et dans l'hémisphère nord comme la panse d'un "d" (dernier) ;
  - le dernier croissant, où la surface éclairée diminue chaque jour jusqu'à la nouvelle lune suivante ; elle prend alors dans l'hémisphère sud comme la parenthèse d'une parenthèse fermante ")" et dans l'hémisphère nord la forme d'une parenthèse ouvrante, "(".

Il est possible de décrire la phase au moyen d'une quantité appelée âge de la lune. Il s'agit du temps écoulé depuis l'instant de la dernière nouvelle lune, généralement exprimé en jour solaire. L'âge de la lune permet ainsi, notamment, de repérer la position approximative du terminateur au cours d'une lunaison. Il est également utilisé comme base de différents types de calendriers lunaires.
Il est de même possible de décrire la phase par une mesure de l'angle formé par le système Lune-Terre-Soleil dans le plan de l'écliptique. Cet angle est nul (0 degré) dans la situation d'opposition Lune-Soleil, croît avec l'évolution de la phase, et vaut 180 degrés dans la situation de conjonction.
Bien que la partie éclairée de la Lune visible à partir de la Terre soit la même partout à sa surface, l'orientation de cette dernière par rapport à l'horizon donne un aspect différent à la Lune selon la latitude de l'observateur,.

## Description

### Positions par rapport au Soleil
Les phases de la Lune découlent du fait que la moitié illuminée de la Lune est vue sous différents angles à partir de la Terre. Ainsi, contrairement à certaines croyances — en témoigne la représentation des croissants de Lune —, les phases ne sont pas causées par l'ombre de la Terre sur la Lune,. Cette croyance est une erreur qui tire sa source d'une représentation erronée du système solaire : contrairement aux représentations simplifiées du système solaire, Terre, Lune et Soleil ne se meuvent pas sur un même plan, et de fait, ils sont rarement parfaitement alignés.
Ces phases dépendent des positions relatives du Soleil, de la Lune et de la Terre : la Lune est pleine (elle apparaît alors comme un disque) quand elle est alignée avec le Soleil à son opposé par rapport à la Terre, et elle devient invisible (nouvelle Lune) quand elle est alignée avec le Soleil du même côté par rapport à la Terre.
Pendant que la Lune orbite autour de la Terre, elle « décroît » et la surface illuminée par le Soleil diminue. Cela continue jusqu'à ce que la Lune disparaisse totalement lors de la nouvelle Lune, lorsqu'elle est située entre la Terre et le Soleil et que donc la moitié illuminée ne peut être vue à partir de la Terre.
La durée moyenne d'une lunaison est de 29 jours 12 heures 44 minutes et 2,9 secondes, soit environ 29,53 jours (plus précisément {\displaystyle {\frac {1}{{\frac {1}{27,322}}-{\frac {1}{365,256}}}}} si on applique la formule découverte par Copernic). C'est la période synodique de la Lune. Cette durée est plus longue que le temps qu'il faut à la Lune pour faire un tour autour de la Terre, sa période orbitale (ou période sidérale) de 27,322 jours car, durant ce laps de temps, la Terre s'est aussi déplacée autour du Soleil (c'est précisément le sens de la formule de Copernic ci-dessus).
Le côté éclairé de la Lune indique la direction du Soleil. Pour un observateur terrien, la Lune se « déplace » moins rapidement dans le ciel que le Soleil. À partir de la nouvelle lune, elle prend environ 50 minutes de retard à chaque jour (les 24 heures d'un jour divisées par les 29,53 jours de lunaison). Lors des premières phases, elle suit le Soleil et se couche peu de temps après ce dernier. Au fur et à mesure que les jours passent, la Lune se lève de plus en plus tard. Environ deux semaines après la nouvelle lune, elle est à l'opposé du Soleil et elle est pleine. Une semaine plus tard, la Lune est « rattrapée » par le Soleil. À partir du dernier quartier, elle se lève de plus en plus tôt le matin, pour finalement se lever en même temps que le Soleil lors de la nouvelle lune suivante.
Lorsque la Lune est vieille ou jeune, c'est-à-dire lorsqu'elle n'est qu'à quelques jours avant ou après la nouvelle lune, on peut voir la partie obscure de son disque, qui brille d'un faible éclat grisâtre : c'est la lumière cendrée. Ceci est dû à la réflexion de la lumière terrestre sur la surface lunaire, d'où l'appellation alternative de clair de Terre. En effet, quand la Lune est nouvelle, la Terre est « pleine » pour un observateur lunaire — et la Terre est un objet très lumineux dans le ciel lunaire, car d'une part plus étendu, plus large, et d'autre part, plus réfléchissant que le sombre régolite.

### Cycle

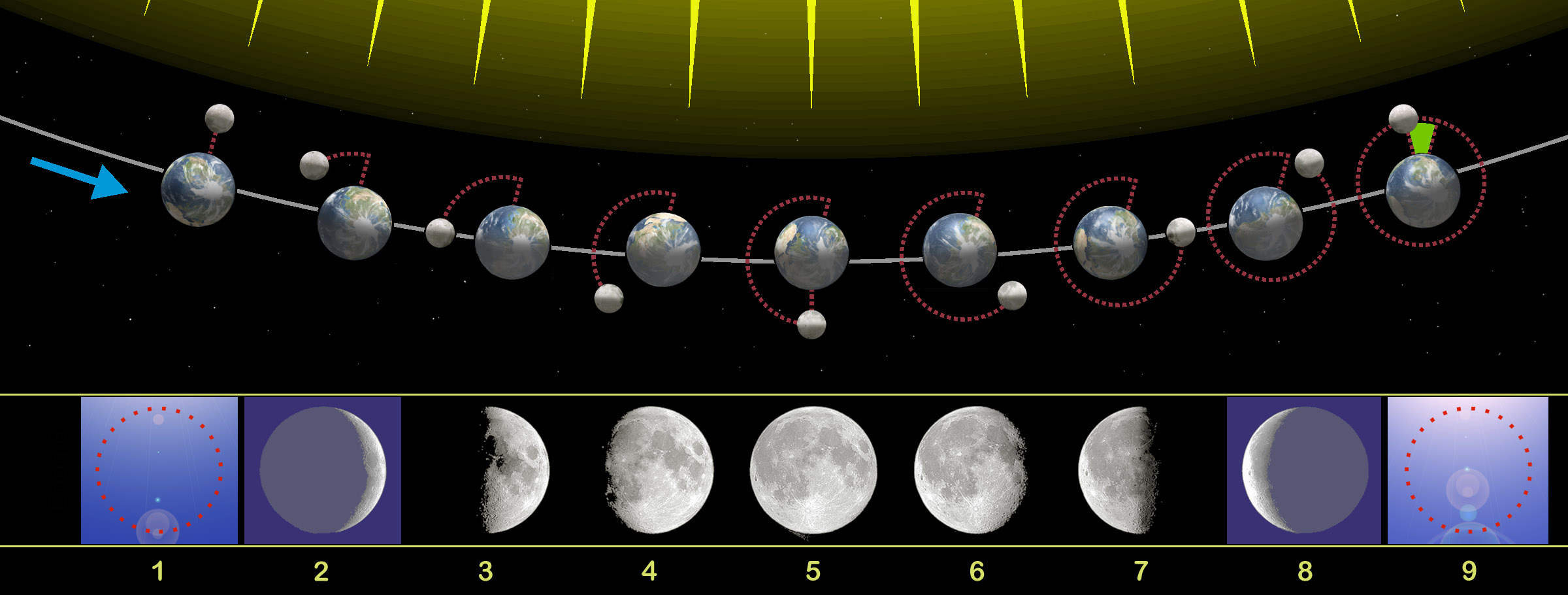

Le cycle de la lunaison est toujours le même et les différentes phases de la Lune se succèdent toujours dans le même ordre :
- la nouvelle lune (1) : elle se situe en conjonction avec le Soleil et sa face visible n’est pas éclairée directement par lui, mais seulement par la faible réflexion par la Terre de la lumière solaire ; elle n'apparaît pas dans le ciel de nuit mais seulement en journée, alors que sa face obscure est très nettement moins lumineuse que la clarté du jour, diffusée également dans le ciel par l’atmosphère, ce qui la rend difficilement observable ; c’est à cette phase que peut se produire une éclipse solaire, lorsque la lune, presque invisible, s’intercale temporairement entre le Soleil et la Terre et est à proximité d'un nœud ;
- alors que la Lune est croissante, c’est-à-dire que la proportion de sa surface illuminée visible depuis la Terre augmente, et que sa position dans le ciel, observée à minuit, n’est d’abord pas observable de nuit, puis n’est observable qu’en début de nuit mais pas encore à minuit, puis parcourt le ciel d’ouest vers l’est, en montant depuis son coucher à l’ouest jusqu’à atteindre son zénith, le tout dans une période de deux semaines, les phases sont : 
  - le premier croissant (2), qui correspond à sa réapparition dans le ciel nocturne (sous la forme d’un arc en 'c' inversé, tel que celui de la lettre 'p' minuscule, comme « premier », dans l'hémisphère nord) : la lune n’est facilement visible qu’au tout début de la nuit avant son coucher à l’ouest, peu après celui du Soleil ;
  - le premier quartier (3) : la Lune est en quadrature avec le Soleil (et forme un 'D' majuscule rempli dans l'hémisphère nord) ; elle est difficile à observer lors de son lever à l'est en mi-journée, à cause de la clarté atmosphérique, mais s’observe facilement assez haut dans le ciel vers la fin de l’après-midi, on l’observe le mieux à son zénith lors du coucher du soleil, et encore très facilement pendant toute la première moitié de la nuit, jusqu’à son coucher à l’ouest vers minuit ;
  - la lune gibbeuse (bossue) croissante (4). À cette période, la Lune est au 3/4 pleine et arrondie comme par une bosse, mais elle se couche et disparaît, à l'ouest, trois heures avant le lever du Soleil ;

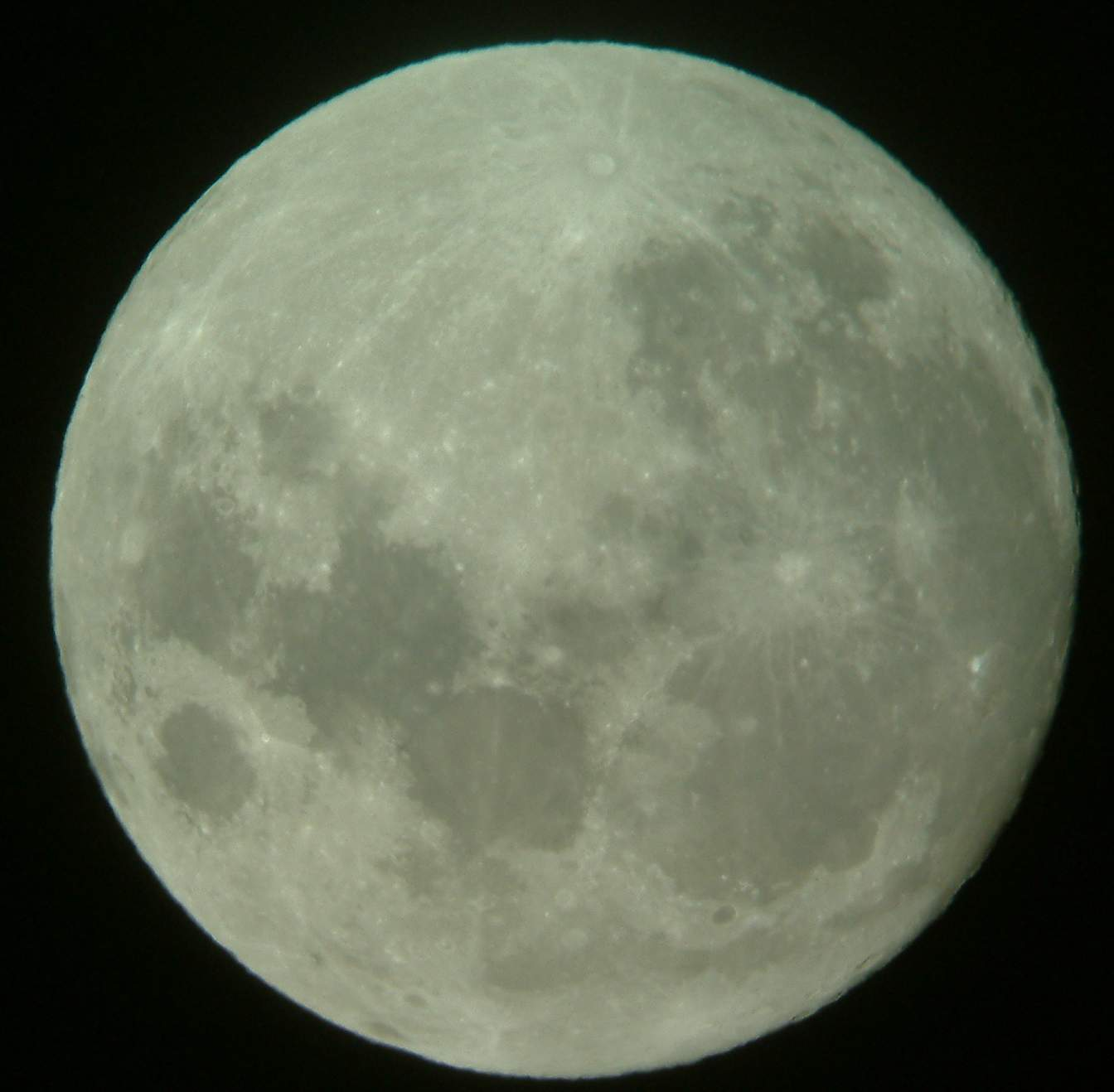
La pleine lune, le 27 septembre 2004 à 22 h.

- la pleine lune (5) : elle est maintenant en opposition avec le Soleil et sa face visible est entièrement éclairée par lui ; si l'on observe bien, on peut distinguer les mers lunaires ; c’est lors de cette phase que peut se produire une éclipse lunaire, lorsque la lune, à proximité d'un nœud, traverse l’ombre de la Terre et semble y disparaître ;

- alors que la Lune est décroissante, c’est-à-dire que la proportion de sa surface illuminée visible depuis la Terre diminue, et que sa position dans le ciel, observé à minuit, parcourt le ciel d’ouest en est, en descendant depuis le zénith jusqu’à son lever à l’est, n’est d’abord plus observable à minuit mais seulement en fin de nuit, puis plus observable du tout la nuit, le tout dans une période de deux semaines, les phases s’inversent : 
  - la lune gibbeuse décroissante (6) ;
  - le dernier quartier (7) : la Lune est en quadrature avec le Soleil (et forme un 'D' inversé majuscule rempli dans l'hémisphère nord) ;
  - le dernier croissant (8), qui correspond à sa disparition dans le ciel nocturne (dans l'hémisphère nord, elle forme un arc en 'c' tel que celui de la lettre 'd' minuscule, comme « dernier » ou « décroissant »).

En anglais, on utilise parfois le terme old moon (vieille lune) pour désigner cette dernière phase du cycle ; on utilise aussi le terme half-moon pour désigner le premier et le dernier quartier ; enfin on utilise parfois le terme dark moon (lune noire/sombre) pour désigner la nouvelle lune, le terme new moon désigne alors le moment où le premier croissant devient visible.
En français dans les proverbes anciens le terme vieille lune désigne toute la phase descendante de la pleine lune à la nouvelle et non pas seulement les derniers jours du cycle. La jeune lune pourrait alors désigner toute l'autre moitié du cycle où la Lune est croissante et non pas seulement les premiers jours du cycle,.
La Lune est en quadrature lorsque l'angle Soleil-Terre-Lune est égal à 90 degrés. Connaissant la vitesse de déplacement de la Terre, on calcule que la Lune occupe la place de la Terre 3 h 35 min auparavant lorsqu'on observe le premier quartier, et la place de la Terre 3 h 35 min plus tard lorsqu'on observe le dernier quartier.
Le cycle lunaire est parfois comparé au cycle des quatre saisons du climat tempéré, avec les nouvelle et pleine lunes comparées aux solstices d'hiver et d'été, et les premier et dernier quartiers comparés aux équinoxes de printemps et d'automne.
| Nom                                              | Vue de l'Hémisphère nord | Vue de l'Hémisphère sud | Partie visible de la Lune[réf. nécessaire] | Période de visibilité |
| ------------------------------------------------ | ------------------------ | ----------------------- | ------------------------------------------ | --- |
| Nouvelle lune                                    |                          |                         | de 2 % à 0 % puis 2 %                      | Non visible de jour (sauf lors d'une rare et courte éclipse solaire) car trop sombre et masquée par la lumière solaire diffuse par l'atmosphère |
| Premier croissant ou lune croissante (concave)   | vers l'ouest-sud-ouest   | vers l'ouest-nord-ouest | de 3 à 34 %                                | Difficilement visible durant la plus grande partie de l'après-midi, mieux visible le soir (vers l'ouest) jusqu'à peu de temps après le coucher du soleil |
| Premier quartier                                 | vers le sud-ouest        | vers le nord-ouest      | de 35 à 65 %                               | Son lever vers l'est en cours d'après-midi n'est pas toujours évident à observer, mais elle est assez vite bien visible toute la soirée et dans la première moitié de la nuit jusqu'à son coucher vers l'ouest |
| Lune gibbeuse (convexe ou bossue) croissante     | vers le sud-sud-ouest    | vers le nord-nord-ouest | de 66 à 96 %                               | Bien visible de son lever vers l'est en fin d'après-midi, toute la soirée et une grande partie de la nuit jusqu'à son coucher vers l'ouest |
| Pleine lune                                      | vers le sud              | vers le nord            | de 97 à 100 % puis 97 %                    | En hiver, le lever et le coucher de lune sont bien visibles de nuit, et on voit le disque lunaire durant la majeure partie de la nuit (sauf lors d'une rare et courte éclipse lunaire), mais on ne peut pas voir les deux astres en même temps. En été, la lune se lève à l'est en toute fin d'après-midi peu avant le coucher du soleil à l'opposé, puis la lune reste bien visible toute la nuit jusqu'au petit jour à son coucher vers l'ouest peu après le lever du soleil : on peut donc voir les deux astres au même moment deux fois dans la journée, peu après l'aube et avant le crépuscule. |
| Lune gibbeuse (convexe ou bossue) décroissante   | vers le sud-sud-est      | vers le nord-nord-est   | de 96 à 66 %                               | Une grande partie de la nuit et peu après le lever du soleil |
| Dernier quartier                                 | vers le sud-est          | vers le nord-est        | de 65 à 35 %                               | En fin de nuit, à l'aube et une partie de la matinée |
| Dernier croissant ou lune décroissante (concave) | vers l'est-sud-est       | vers l'est-nord-est     | de 34 à 3 %                                | Mieux visible à l'aube (vers l'est), difficilement visible durant la plus grande partie de la matinée |

## Observation

Lors de la phase croissante de la Lune, sa partie ouest est illuminée, alors que c'est sa partie Est qui l'est lors de la phase décroissante.

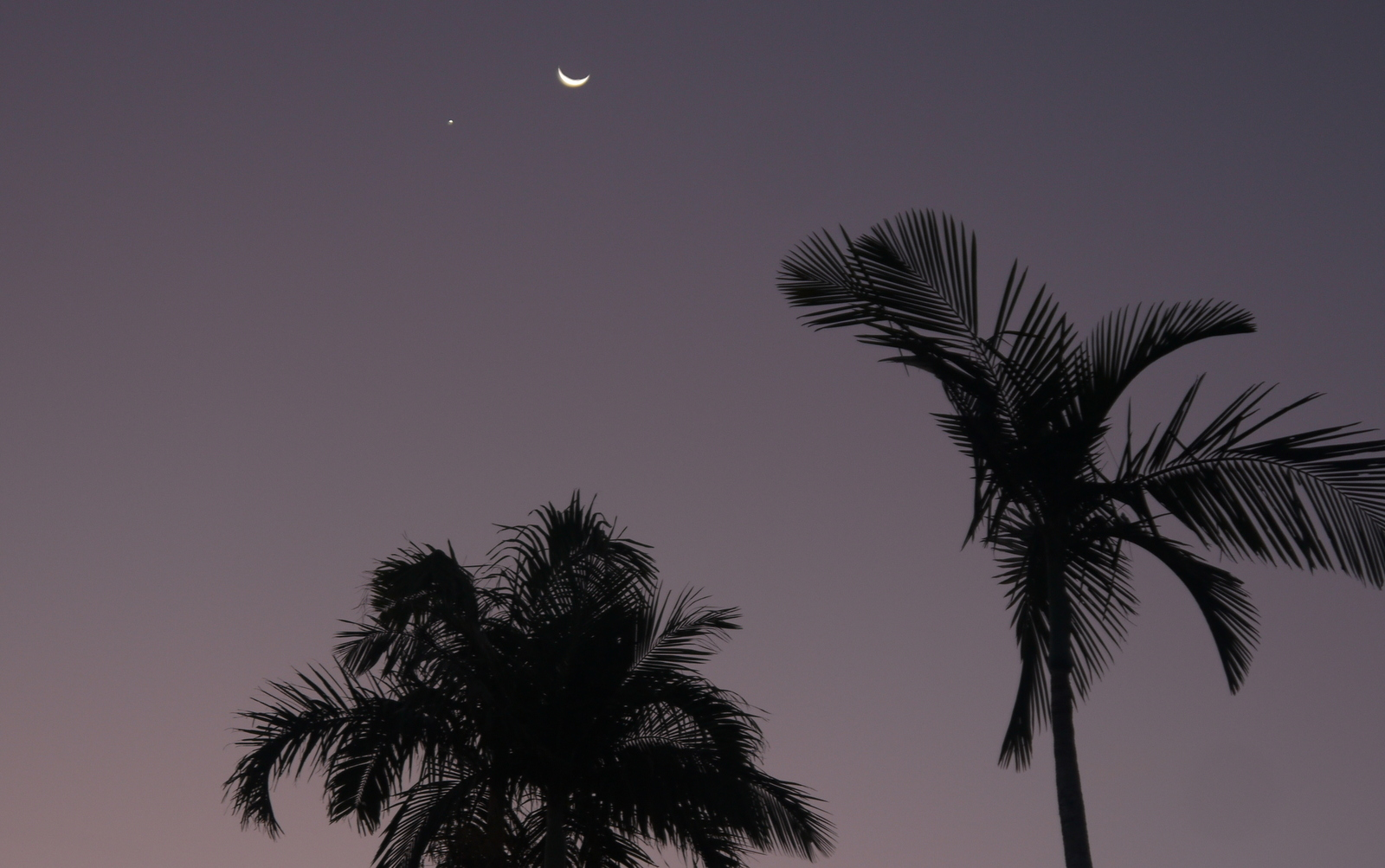
Quartier de lune croissante hémisphère sud (Mission Beach Australie).

Dans l'hémisphère nord, par rapport à l'horizon, c'est la partie droite qui est illuminée lors de la croissance et la partie gauche lors de la décroissance. Dans l'hémisphère sud, c'est l'inverse.

### Mnémotechnique
Pour les francophones, dans l'hémisphère nord, il existe des moyens mnémotechniques permettant de retenir les différentes phases. Ainsi, lorsqu'on place un trait joignant les deux cornes de la lune, et qu'on y voit un « p » minuscule, la Lune est à son premier quartier et va vers la pleine lune, et lorsqu'on y voit un « d » minuscule, elle est à son dernier quartier.
On peut également dire que : 
1. Lorsque la Lune a la forme d'un « C », elle décroit (et donc va vers la nouvelle lune) ;
2. Lorsque la Lune a la forme d'un « D », elle croit (et donc va vers la pleine lune).

Dans l'hémisphère nord, il suffit donc de se souvenir que "la lune est menteuse" et que lorsqu'elle forme un D, elle est croissante et vice versa. Cela reste valable en italien, en polonais et en hongrois (voir la suite)
Il existe d'autres mnémoniques dans d'autres langues :
- en anglais, dans l'hémisphère nord, on utilise DOC, en référence aux formes des lettres D, O et C à la forme de la Lune lorsqu'elle est respectivement croissante, pleine et décroissante ; dans l'hémisphère sud, il faut utiliser C O D ;
- en italien, tout comme d'ailleurs en français, on dit ainsi que la Lune est une menteuse, mais ce n'est exact que dans l'hémisphère nord : en effet, la Lune y ressemble à un C, comme dans crescere (croître) quand elle est décroissante, et elle ressemble à un D, comme dans decrescere (décroître) lorsqu'elle est croissante (mais c'est l'inverse dans l'hémisphère sud) ; une variante utilisée en français dans l'hémisphère nord est celle des lettres « p » et « d » minuscules en prolongeant le terminateur lunaire : on obtient un « p » au premier quartier et un « d » au dernier quartier ;
- en allemand, sont utilisés les termes zunehmender Mond (Lune croissante) et abnehmender Mond (Lune décroissante) en utilisant la lettre minuscule scripte z (d'apparence similaire à ʒ) dont le ventre est comme une parenthèse ")", et la  a  (d'apparence similaire à ɑ) dont le ventre est comme une parenthèse "(" ;
- en polonais, on retient C pour cofa się (elle recule, elle se retire) et D pour dopełnia się (elle se remplit) ;
- en hongrois, on utilise D pour dagad (bouffer, croître), C pour csökken (baisser, décroître).

## Dans la culture
Au cours de l'histoire, plusieurs activités et croyances humaines ont été influencées par les phases de la Lune.
Ainsi, dans l'hémisphère nord, la première lunaison suivant Pâques est appelée lune rousse. La visibilité de la Lune indique un temps nocturne clair qui peut être associé à une gelée faisant roussir les jeunes pousses des plantes. À l'automne, la lune des moissons, qui correspond à la première pleine lune suivant l'équinoxe d'automne, est associée aux récoltes, alors que la pleine lune suivante est nommée la lune du Chasseur, car présentant des conditions propices à la chasse nocturne.

### Calendriers
Les calendriers lunaires et les calendriers luni-solaires sont basés sur les cycles de la Lune.
Un calendrier purement lunaire comme le calendrier musulman, comprend un nombre fixe de mois lunaires (la durée de certains mois peut cependant varier légèrement pour conserver au mieux la synchronisation des mois calendaires avec les lunaisons, sans tenir compte du cycle des saisons).
Ce n'est pas le cas dans un calendrier luni-solaire (comme le calendrier chinois, le calendrier hébraïque, les calendriers chrétiens pascals ou les anciens calendriers grecs ou romains datant d'avant le calendrier julien) qui en prend comme base les lunaisons pour leurs mois et le début de leurs années, mais varie le nombre de leurs mois dans leur « année » calendaire, afin de le recaler sur les saisons : comme une année solaire (environ 365,2422 jours) dure un peu plus de 12 lunaisons 1/3 (d'environ 29,530589 jours chacune, en moyenne), plus de la moitié des années calendaires ne comprendront que 12 mois lunaires, et un peu moins de la moitié des autres années calendaires auront un 13e mois supplémentaire intercalaire. Ce 13e mois est ajouté selon des règles complexes propre à chaque calendrier luni-solaire (généralement basées sur la fixation dans le calendrier de la date lunaire la plus proche de l’équinoxe vernal), afin de compenser l'avance que prendrait le calendrier à « mois lunaires » sur l’année solaire.
Dans certains calendriers luni-solaires, si certains mois calendaires ont une durée fixe, la répartition des longueurs des autres mois de l’année calendaire peut aussi être légèrement modifiée pour que l’équinoxe vernal se produise à une date calendaire fixe ou avec un écart plus réduit que la moitié d’un mois calendaire. Lorsqu’un calendrier luni-solaire vient intercaler un mois supplémentaire, la durée en jours de ce mois peut ainsi être ajustée légèrement pour améliorer la précision du recalage de l’année calendaire sur l’année solaire, même si les lunaisons ne sont plus aussi exactement ajustées sur tous les autres mois calendaires.
Ce n’est pas le cas non plus des calendriers solaires (comme le calendrier julien et le calendrier grégorien) qui ne cherchent plus à se synchroniser sur les lunaisons, mais seulement à ajuster la longueur (en jours entiers) des années calendaires afin d’éviter leur dérive avec les années solaires.

## Effets des phases

### Marées
Bien que les phases n'aient pas d'influence sur les marées, elles indiquent les moments où la position de la Lune influence l'amplitude de celles-ci.
Ainsi, lors de la pleine lune et de la nouvelle lune, c'est-à-dire lorsque la Terre, la Lune et le Soleil sont sensiblement dans le même axe (on parle de syzygie), l'influence des corps célestes s'additionne et les marées sont de plus grande amplitude (vives-eaux). Au contraire, lors du premier et du dernier quartiers, lorsque les trois corps sont en quadrature, l'amplitude est plus faible (mortes-eaux).

### Sur la faune et la flore
Des croyances lient le cycle lunaire à certains cycles biologiques végétaux, voire à la santé humaine. Ainsi, certaines croyances attribuent aux phases lunaires une influence sur le caractère, voire des phases de folie, chez les « lunatiques » ou les épileptiques. Les études à ce niveau n'ont jamais permis cependant d'en tirer des tendances significatives,.
Il a été démontré que les cycles lunaires ont une influence indirecte sur la croissance des coquilles d'huîtres au travers des variations des coefficients de marées. Ainsi, les incréments de croissance sont plus large quand les coefficients de marée sont faibles, car la durée d'exondation est réduite voire nulle et à l'inverse, ces mêmes incréments de croissance sont plus petits quand les coefficients de marées sont forts, au moment de la pleine lune ou de la nouvelle lune.